# Hosiojärvi (Pajala socken, Norrbotten)
Hosiojärvi är en sjö i Pajala kommun i Norrbotten och ingår i Torneälvens huvudavrinningsområde.